# Geotrogus gonoderus
Geotrogus gonoderus är en skalbaggsart som beskrevs av Leon Fairmaire 1860. Geotrogus gonoderus ingår i släktet Geotrogus och familjen Melolonthidae. Inga underarter finns listade i Catalogue of Life.